# 15 de Enero
15 de Enero är en ort i Mexiko.   Den ligger i kommunen Villa Comaltitlán och delstaten Chiapas, i den sydöstra delen av landet, 800 km sydost om huvudstaden Mexico City. 15 de Enero ligger 26 meter över havet och antalet invånare är 150.
Terrängen runt 15 de Enero är platt åt sydväst, men åt nordost är den kuperad. Runt 15 de Enero är det ganska tätbefolkat, med 80 invånare per kvadratkilometer. Närmaste större samhälle är Huixtla, 15,7 km sydost om 15 de Enero. Omgivningarna runt 15 de Enero är en mosaik av jordbruksmark och naturlig växtlighet.